# Andrea Marinoni
Andrea Marinoni (Clusone, 24 novembre 1955) è un pilota motociclistico italiano, specializzato nei rally raid, tre volte campione europeo di enduro.
Vanta diverse partecipazioni Rally Dakar negli anni ottanta (miglior risultato un 4º posto nel 1985).

## Biografia
Conclusa la carriera agonistica ha lavorato come cuoco nella squadra di Valentino Rossi. Oggi risiede a San Lorenzo di Rovetta.

## Palmarès
1979
- nel Campionato europeo di enduro - classe 175 cc

1980
- nel Campionato europeo di enduro - classe 250 cc

1983
- nel Campionato europeo di enduro - classe 125 cm³ 2T

### Rally Dakar
| Anno | Categoria | Mezzo  | Pos. |
| ---- | --------- | ------ | ---- |
| 1985 | Moto      | Yamaha | 4º   |
| 1986 | Moto      | Yamaha | 7º   |
| 1987 | Moto      | Yamaha | 9º   |